# Montifringilla adamsi
Montifringilla adamsi là một loài chim trong họ Passeridae. Loải này được Adams phân loại vào năm 1859.